# Giro d’Italia 1910

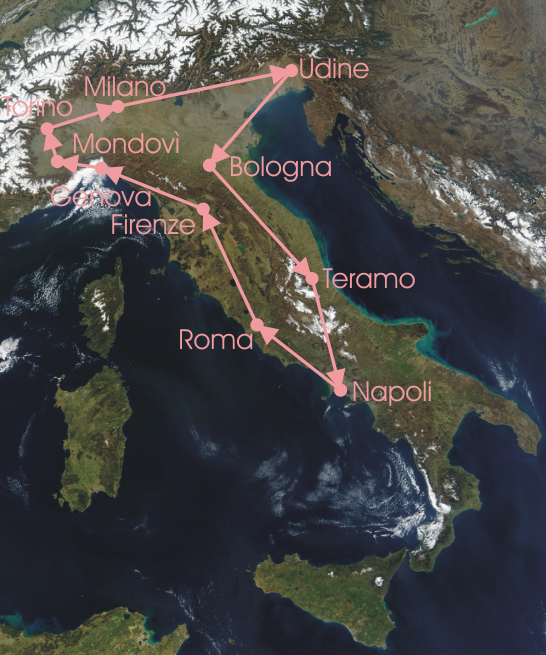
Streckenverlauf des Giro

Der 2. Giro d’Italia fand vom 18. Mai bis 5. Juni 1910 statt. Das Radrennen bestand aus zehn Etappen mit einer Gesamtlänge von 2.980 Kilometern.
Jean-Baptiste Dortignacq war der erste Nicht-Italiener, der eine Etappe beim Giro gewann. Carlo Galetti gewann mit einer Durchschnittsgeschwindigkeit von 26,113 km/h vor Eberardo Pavesi. Die Mannschaftswertung gewann Atala (Italien).

## Etappen
| Etappen    | Start – Ziel     | km  | Etappensieger            | Maglia Rosa    |
| ---------- | ---------------- | --- | ------------------------ | -------------- |
| 1. Etappe  | Mailand – Udine  | 388 | Ernesto Azzini           | Ernesto Azzini |
| 2. Etappe  | Udine – Bologna  | 322 | Jean-Baptiste Dortignacq | Carlo Galetti  |
| 3. Etappe  | Bologna – Teramo | 345 | Carlo Galetti            | Carlo Galetti  |
| 4. Etappe  | Teramo – Neapel  | 319 | Pierino Albini           | Carlo Galetti  |
| 5. Etappe  | Neapel – Rom     | 192 | Eberardo Pavesi          | Carlo Galetti  |
| 6. Etappe  | Rom – Florenz    | 327 | Luigi Ganna              | Carlo Galetti  |
| 7. Etappe  | Florenz – Genua  | 263 | Luigi Ganna              | Carlo Galetti  |
| 8. Etappe  | Genua – Mondovì  | 218 | Carlo Galetti            | Carlo Galetti  |
| 9. Etappe  | Mondovì – Turin  | 333 | Eberardo Pavesi          | Carlo Galetti  |
| 10. Etappe | Turin – Mailand  | 277 | Luigi Ganna              | Carlo Galetti  |